# هالانگودا
هالانگودا (به لاتین: Halangoda) یک منطقهٔ مسکونی در سری‌لانکا است که در استان مرکزی (سری‌لانکا) واقع شده‌است.